# Sonia Sanchez (poète)
 nombreux faux sens, contre sens, barbarisme, entraînant une traduction plus qu'approximative, de nombreuses références sont incomplètes, etc.
Pour les articles homonymes, voir Sonia Sanchez.
Sonia Sanchez, née Wilsonia Benita Driver le 9 septembre 1934 à Birmingham dans l'État de l'Alabama aux États-Unis, est une poète, dramaturge et professeure d'université afro-américaine.
Elle est une figure majeure du mouvement culturel afro-américain le Black Arts Movement qui a eu une influence majeure sur l’esthétique des artistes afro-américains dans les années 1960, pour peu à peu décliner à la fin des années 1970.
Sonia Sanchez est l'auteure d'une douzaine de recueils de poèmes, de nouvelles, d'essais critiques, de pièces de théâtre et de livres pour enfants.
Elle a reçu de nombreuses distinctions dont le Pew Fellowships in the Arts (en) en 1993, la Médaille Robert-Frost décernée par la Poetry Society of America en 2001.
L'œuvre de Sonia Sanchez a inspiré d'autres poètes afro-américaines, comme notamment Krista Franklin (en).
En 2012, Michael Nutter, maire de Philadelphie (Pennsylvanie), la nomme comme premier Poète lauréat de la ville.

## Biographie

### Jeunesse et formation
Sonia Sanchez, née à Birmingham (Alabama), le 9 septembre 1934 est l'une des trois enfants de Wilson L. Driver et de Lena I (Jones) Driver. Sa mère meurt lorsque Sonia Sanchez est âgée d'un an. Pendant ses premières années, elle et sa soeur Pat sont ballottées entre plusieurs domiciles de leurs parents, dont celui de sa grand-mère jusqu'à ce que cette dernière meurt. Sonia Sanchez a alors six ans,,,,.

#### Tragédie
La mort de sa grand-mère a particulièrement affectée la jeune Sonia Sanchez, âgée d'à peine six ans, craignant de perdre des êtres chers, elle développe un important bégaiement ce qui la rend particulièrement introvertie. Cependant, elle commence alors à lire et à porter une attention particulière au langage et à ses sons. À partir du moment où elle rejoint Harlem, elle réussit à vaincre son bégaiement. Très douée à l'école, elle trouve peu à peu son style littéraire favori qui privilégie une voix poétique en se concentrant principalement sur les sons. En effet, elle lit sa poésie à haute voix, ce qui lui permet d'élargir la gamme sonore de ses phrases et la lecture dynamique de ses écrits. Elle se décrit à présent comme un "bégaiement ordonné",.

#### Harlem et le jazz

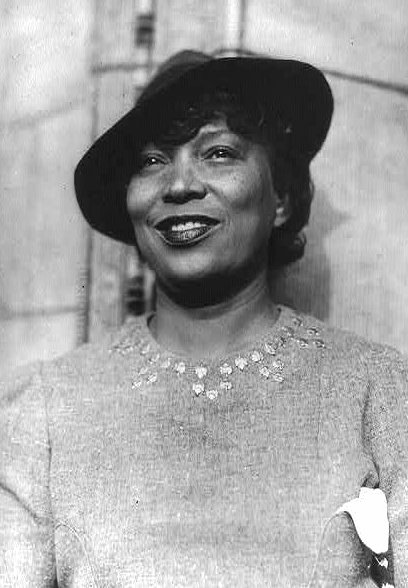
Zora Neale Hurston.

En 1943, elle a rejoint son père, sa sœur et sa belle-mère à Harlem. Son père lui fait découvrir le jazz, l'emmène à des concerts de vedettes du jazz comme Billie Holiday, Billy Eckstine, Art Tatum, etc., Parallèlement elle découvre la littérature afro-américaine en lisant les œuvres de Zora Neale Hurston ou de Countee Cullen,.

#### Formation
Après ses études secondaires, Sonia Sanchez est acceptée par le Hunter College, elle en sort en 1955 après avoir obtenu le Bachelor of Arts (licence) en Science Politique, puis elle a suivi des études de créativité littéraire à l'université de New York, où elle étudie la poésie avec Louise Bogan, cette dernière l'influence tout autant que la musique, la littérature et le langage qu'elle entend dans la rue,,

### Carrière

#### Première publications
Sonia Sanchez commence à publier ses premiers poèmes dans des revues et magazines tels que le Negro Digest, The Liberator, The Journal of Black Poetry ,,.

#### Enseignement
Sonia Sanchez commence comme enseignante en école primaire à la Downtown Community School (en), école non ségréguée de New York jusqu'en 1966,.
Sonia Sanchez a enseigné comme professeure dans huit universités, et elle a donné des conférences dans plus de 500 universités à travers les États-Unis, dont l'Université Howard.

##### Les African-American studies
Sonia Sanchez a aussi été une des pionnières dans l'établissement des African-American studies dans l'enseignement supérieur.
En 1966, après l'adoption de différentes lois fédérales comme le Civil Rights Act de 1964, le Voting Rights Act de 1965 prohibant toutes les lois et réglementations ségrégatives sur l'ensemble des États-Unis, Sonia Sanchez a introduit la première fois un cours sur les African-American studies à l'université d'État de San Francisco.
Sonia Sanchez a été la première à créer un cours universitaire centré sur des auteures littéraires afro-américaines. Elle voyait la discipline des African-American studies comme à la fois un nouveau programme pour l’étude des Afro-Américains, et comme un défi pour combattre les préjugés institutionnalisés des universités américaines.
Ces efforts sont clairement alignés aux objectifs du Black Arts Movement.

##### L'université Temple
Dans le cadre du Presidential Management Fellows Program (en), Sonia Sanchez obtient une bourse d'études à l’université Temple, où elle a commencé à travailler en 1977 et y enseignera jusqu'à sa retraite en 1999.
En 1998 elle est honorée par l'université Temple en étant lauréate du prix dit Laura Carnell professorships,. Elle accède à l'éméritat en 1999.
Sonia Sanchez a également animé des séminaires de création littéraire auprès des poètes en résidence à l'université Temple. Elle a lu sa poésie en Afrique, dans les Caraïbes, en Chine, en Australie, en Europe, au Nicaragua, au Canada et à Cuba.

#### Militantisme

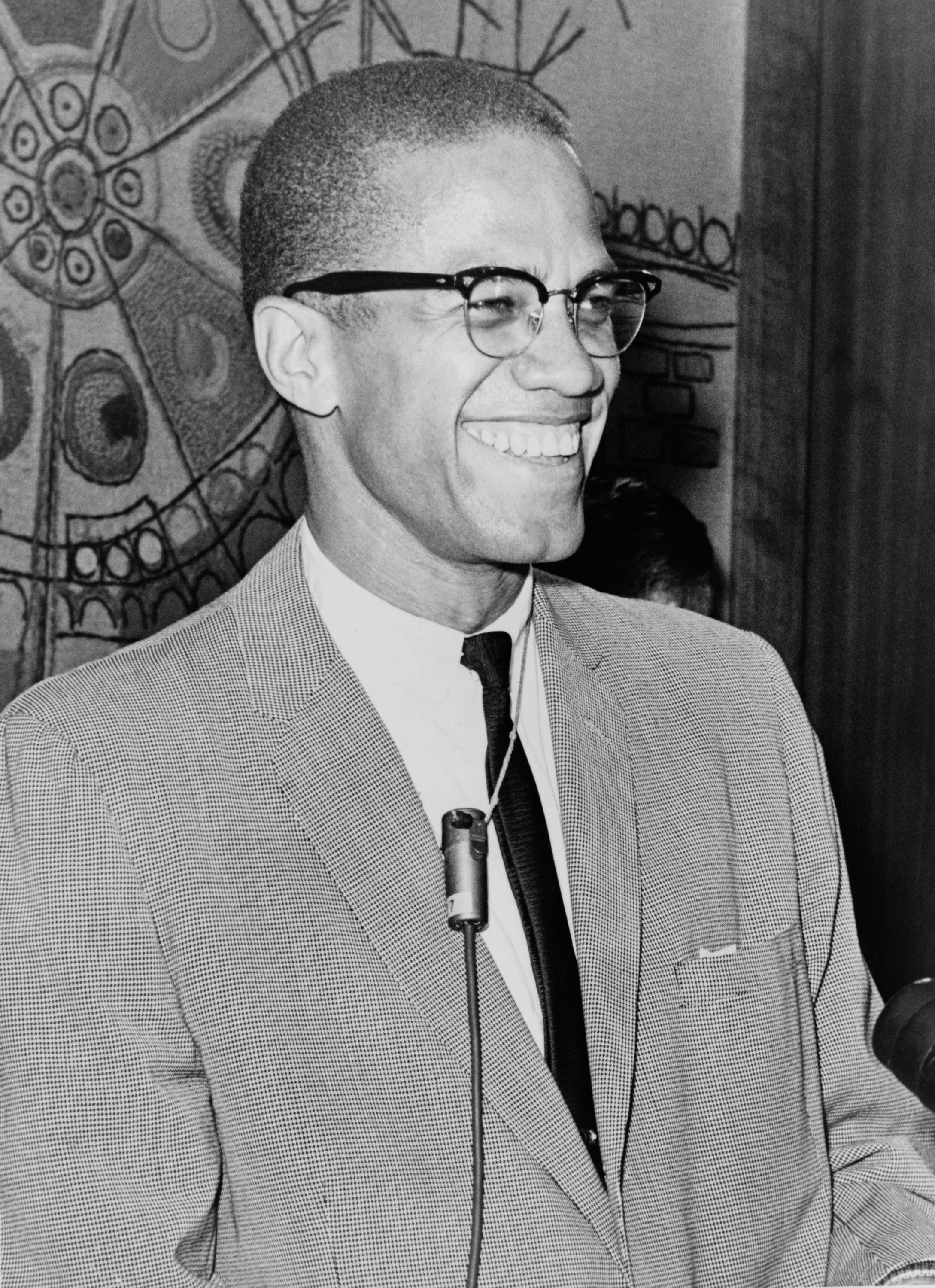
Malcolm X.

Comme bien d'autres Afro-Américains, Sonia Sanchez est prise dans les mouvements de révolution sociale des années 1960, ses deux premiers recueils de poèmes  Home Coming et We a BaddDDD People s’inscrivent dans lutte de Malcolm X dans sa période de lutte contre les Blancs,.
Sonia Sanchez a soutenu le National Black United Front (NBUF).
Sonia Sanchez a eu une influence certaine sur le mouvement américain des droits civiques et le Black Arts Movement.
Au début des années 1960, Sonia Sanchez est devenue membre du Congress of Racial Equality (CORE),, organisation prônant la non violence et l'intégration des Afro-Américains au sein de la société américaine. Mais après avoir écouté des conférences de Malcolm X, Sonia Sanchez prend conscience que les Blancs n'avaient jamais accepté les contributions des Afro-Américains aux sciences, aux arts et à vie politique des États-Unis et va donc axer ses recherches sur son héritage afro-américain d'un point de vue communautaire,.
En 1971, Sonia Sanchez adhère à Nation of Islam mais le quitte en 1976 en raison des positions machistes du mouvement,.

#### Style et thèmes littéraires
Sonia Sanchez est connue pour ses innovation mixant des formats musicaux - par exemple le blues - et des formats poétiques traditionnels comme le haïku et la tanka. Elle a aussi tendance à utiliser une orthographe incorrecte pour célébrer le son unique de l'anglais parlé par les Afro-Américains, dont elle attribue le mérite à des poètes comme Langston Hughes et Sterling Brown.
Son premier recueil de poèmes, Home Coming, publié en 1969, est connu pour ses influences blues, tant dans la forme que dans le contenu. Ce recueil de poèmes décrit les difficultés à définir l'identité afro-américaine aux États-Unis, mais souligne aussi des raisons de célébrer la culture afro-américaine.
Son deuxième recueil de poèmes, We a BaddDDD People, publié en 1970), a renforcé sa contribution à l'esthétique du Black Arts Movement en se concentrant sur la vie quotidienne des hommes et des femmes afro-américains. Ces poèmes utilisent la langue vernaculaire noire urbaine, une ponctuation expérimentale, ainsi que l'orthographe, l'espacement, et la qualité performative du jazz.
Tout en continuant à souligner ce qu'elle voit comme le besoin d'un changement révolutionnaire de culture, les dernières oeuvres  de Sonia Sanchez, par exemple I’ve Been a Woman (1978), Homegirls and Handgrenades (1984), et Under a Soprano Sky (1987), ont tendance à se concentrer moins sur les thèmes séparatistes (comme ceux de Malcolm X), et plus sur l'amour, la communauté, et l'émancipation. Elle continue d'explorer les formes du haïku, du tanka, et du sonku, ainsi que les rythmes influencés par le blues. Ses dernières oeuvres continuent ses expérimentations avec les formes comme l'épopée avec Does Your House Have Lions? (1997) et le haiku dans Morning Haiku (2010),.

#### La dramaturge
En plus de sa poésie, la contribution de Sonia Sanchez au Black Arts Movement inclut le drame et la prose. Elle a commencé à écrire des pièces de théâtre à San Francisco dans les années 1960. Plusieurs de ses pièces de théâtre défient l'esprit machiste du mouvement, et se concentrent sur les femmes protagonistes. Sonia Sanchez a été reconnue comme championne novatrice du féminisme noir.

### Vie personnelle
Sonia Sanchez conserve le nom de famille d'Albert Sanchez, avec lequel elle s'est mariée en premières noces. De son second époux, Etheridge Knight, naissent trois enfants: une fille, Anita, et des jumeaux: Moran Neuse et Mingu Neuse. Le fait d'être mère a largement influencé les contours de sa poésie dans les années 1970, alors qu'émergeait l'intérêt dirigé aux liens affectifs entre mère et enfant.
Sonia Sanchez et Etheridge Knight sont maintenant divorcés. Elle a également trois petits enfants,.

## Œuvres

### Poèmes
- Home Coming, Detroit, Michigan, Broadside Press, 1969, 80 p. (ISBN 9780910296052),
- We a BaddDDD People, Detroit, Michigan, Broadside Press (réimpr. 1973) (1re éd. 1970), 72 p. (ISBN 9780910296274),
- Like the Singing Coming off the Drums: Love Poems, Beacon Press, 1 janvier 1973, rééd. 1 janvier 1999, 144 p. (ISBN 9780807068434),
- A Blues Book For Blue Black Magical Women, Broadside Press, 1er janvier 1974, 62 p. (ISBN 9780910296786),
- I've Been a Woman: New and Selected Poems, Third World Press, 1979, rééd. 1 juin 1985, 101 p. (ISBN 9780883781128),
- Homegirls and Handgrenades, New York, Thunder's Mouth Press,, coll. « Black Women Writers Series » (réimpr. 1997, 2007, 2015, 2023) (1re éd. 1984), 100 p. (ISBN 9780938410232, OCLC 378245211, lire en ligne),
- Generations: Selected Poetry, 1969-1985, Red Sea Press, 28 juin 1986, 65 p. (ISBN 9780907015338),
- Under a Soprano Sky, Trenton, New Jersey, Africa World Press (réimpr. 1989, 1993) (1re éd. 1987), 116 p. (ISBN 9780865430532, OCLC 16634762, lire en ligne),
- Wounded in the House of A Friend, Boston, Massachusetts, Beacon Press (réimpr. 1997, 2012) (1re éd. 1995), 122 p. (ISBN 9780807068274, OCLC 60155207, lire en ligne),
- Does Your House Have Lions?, Boston, Massachusetts, Beacon Press, coll. « Black Women Writers Series » (réimpr. 1998) (1re éd. 1997), 88 p. (ISBN 9780807068304, lire en ligne),
- Shake Loose My Skin : New and Selected Poems, Boston, Massachusetts, Beacon Press, coll. « Bluestreak » (réimpr. 2000) (1re éd. 1999), 176 p. (ISBN 9780807068533, OCLC 1014307184, lire en ligne),
- Morning Haiku, Boston, Massachusetts, Beacon Press (réimpr. 2011) (1re éd. 2010), 124 p. (ISBN 9780807069103, OCLC 922968025, lire en ligne),

### Pièces de théâtre
- Malcolm/man don't live here no mo, Alexander Street Press, 2001 (OCLC 593435574),
- The Bronx is next, Alexander Street Press, 2001, rééd. 2003 (OCLC 79436948),
- Uh huh, but how do it free us?, Alexander Street Press, 2002, rééd. 2003, 53 p. (OCLC 79436954),
- Dirty hearts, Alexander Street Press, 2003 (OCLC 79436950),
- Sister Son/ji, Alexander Street Press, 2003 (OCLC 79436953),
- I'm Black When I'm Singing, I'm Blue When I Ain't and Other Plays, Duke University Press Books, 1 janvier 2009, rééd. 17 septembre 2010, 196 p. (ISBN 9780822347781),

#### Traductions francophones
- Prochain arrêt le Bronx et autres pièces, Paris, L'Arche, 2019, 208 p. (ISBN 9782851819680, OCLC 79436953), traduit par Sika Fakambi. Contient les pièces : Prochain arrêt le Bronx, Sister Son/ji, La Dame de pique, Malcolm/Man n'est plus de ce monde, Uh huh, et vous appelez ça liberté ?, Je suis noire quand je chante, sinon je suis blue et 2 x 2.

### Livres pour la jeunesse
- It's A New Day : Poems For Young Brothas And Sistuhs, Detroit, Michigan, Broadside Press, coll. « Broadside Poets » (réimpr. 1973, 1983) (1re éd. 1971), 36 p. (ISBN 9780910296601, OCLC 650549694, lire en ligne),
- The adventures of Fathead, Smallhead, and Squarehead,  (ill. Taiwo DuVall), Chicago, Illinois, Third Press, 1973, 29 p. (ISBN 9780893880941),
- A sound investment : Short stories for young readers  (ill. Larry Crowe), Chicago, Illinois, Third World Press, 1980, rééd. 1985 (réimpr. 1985) (1re éd. 1980), 36 p. (OCLC 21223189, lire en ligne),

### Anthologies
- Sonia Sanchez (dir.), We Be Word Sorcerers: 25 Stories by Black Americans, Bantam Books, décembre 1973, 284 p. (OCLC 1068546384),

### Interviews
- Joyce Ann Joyce (dir.), Conversations with Sonia Sanchez, Jackson, Mississippi, University Press of Mississippi, 2007, 213 p. (ISBN 9781578069521, lire en ligne)

### Articles
- « Summary », The Transatlantic Review, no 22,‎ automne 1966, p. 92-93 (2 pages) (lire en ligne ),
- « The Bronx Is Next », The Drama Review, vol. 12, no 4,‎ été 1968, p. 78-84 (7 pages) (lire en ligne ),
- « Queens of the Universe », The Black Scholar, vol. 1, nos 3/4,‎ janvier - février 1970, p. 29-34 (6 pages) (lire en ligne ),
- « The Poet as a Creator of Social Values », The Black Scholar, vol. 16, no 1,‎ janvier - février 1985, p. 20-22, 24-25, 27-28 (7 pages) (lire en ligne ),
- Sonia Sanchez, Leslie W. Lewis et India Dennis-Mahmood, « Traveling Conversation: India Dennis-Mahmood Interviews Sonia Sanchez », Feminist Teacher, vol. 12, no 3,‎ 1999, p. 198-212 (15 pages) (lire en ligne ),
- Eisa Davis, Lucille Clifton et Sonia Sanchez, « Lucille Clifton and Sonia Sanchez: A Conversation », Callaloo, vol. 25, no 4,‎ automne 2002, p. 1038-1074 (37 pages) (lire en ligne ),
- Jacqueline Wood et Sonia Sanchez, « "This Thing Called Playwrighting": An Interview with Sonia Sanchez on the Art of Her Drama », African American Review, vol. 39, nos 1/2,‎ printemps - été 2005, p. 119-132 (14 pages) (lire en ligne ),

## Prix et distinctions
En 1969, Sonia Sanchez a reçu le prix d'écriture P.E.N décerné par le Pew Center for Arts & Heritage (en) .
En 1977, elle est la lauréate du prix décerné par la National Education Association (NEA).
En 1978-1979, elle est la lauréate du prix décerné par le National Endowment for the Arts.
En 1993, Sonia Sanchez obtient une récompense dans la catégorie des arts du centre Pew Fellowships.
En 2001, elle remporte la médaille Robert Frost qui représente l'un des prix littéraires les plus prestigieux des États-Unis
En 1985, elle a reçu l'American Book Awards pour son livre Homegirls and Handgrenades.
Elle a reçu le prix de Service public du National Black Caucus of State Legislators (en), le prix Lucretia Mott, le prix du gouverneur pour l'excellence en humanités, et le prix de la paix et liberté de la Ligue internationale des femmes pour la paix et la liberté.
Elle a aussi gagné le prix Langston Hughes en 1999, le prix Harper Lee en 2004 et en 2006 elle a reçu National Visionary Leadership Award.
En 2009, elle est la lauréate du Robert Creeley Award, décerné par la Robert Creeley Foundation (en).
Le 29 juin 2017, Sanchez a reçu le 16e DrBetty Shabazz Award lors d'une cérémonie qui s'est tenue au Schomburg Center for Research in Black Culture de Harlem.
Sonia Sanchez est nommée première poète lauréat de Philadelphie par le maire Michael Nutter. Elle l'est restée pendant deux ans de 2012 à 2014.
En 2013, Sonia Sanchez a été la tête d’affiche du 17e événement annuel de poésie Poetry Ink, où elle a lu son poème Under a Soprano Sky.
BaddDDD Sonia Sanchez, est un documentaire par Barbara Attie, Janet Goldwater, et Sabrina Schmidt Gordon. Le documentaire est sur le travail, carrière, l'influence et la vie de Sonia Sanchez. Le documentaire est sorti en 2015, au Full Frame Documentary Film Festival (en). Le film est sorti au Royaume-Uni le 22 juin 2016 au centre culturel le Rivington Place (en) de Shoreditch dans la banlieue de Londres .

## Hommages
Une de ses oeuvres récentes est un interlude parlé sur Hope is an Open Window, chanson co-écrite par Diana Ross dans son album Every Day Is a New Day (en). La chanson sert d'illustration sonore d'un film qui rend hommage au 9/11.
Elle est l'une des vingt Afro-Américaines qui font partie des "Freedom,s Sisters", une exposition créée par le Cincinnati Museum Center, pour les expositions itinérantes par le  Smithsonian Institution Travelling Exhibition Service et rendue possible grâce au généreux soutien de la Ford Motor Company Fund.

## Pour approfondir

#### Notices dans des encyclopédies et des ouvrages de référence
- (en-US) Matthew J. Bruccoli (dir.) et Jeffrey Decker (dir.), Documentary Series : The Black Aesthetic Movement, Detroit, Michigan, Gale Research Co., coll. « Dictionary of Literary Biography » (no 8), 1991, 423 p. (ISBN 9780810375796, lire en ligne), p. 226-253. ,
- (en-US) Harold Bloom (dir.), Contemporary Black American Poets and Dramatists, New York, Chelsea House Publishers, 1995, 205 p. (ISBN 9780791022139, lire en ligne), p. 171-185. ,
- (en-US) Shari Dorantes Hatch & Michael R. Strickland, African-American Writers: A Dictionary, ABC-CLIO, 1er juin 2000, 491 p. (ISBN 9780874369595, lire en ligne), p. 313-314,
- (en-US) Merriam-Webster's dictionary of American writers, Merriam-Webster, 1er janvier 2001, 545 p. (ISBN 9780877790228, lire en ligne), p. 355,
- (en-US) Joyce Pettis, African American Poets: Lives, Works, and Sources, Greenwood Press, 30 mai 2002, 356 p. (ISBN 9780313311178, lire en ligne), p. 292-299,
- (en-US) Shari Dorantes Hatch, Encyclopedia of African-American Writing, Grey House Publishing, 1er septembre 2009, 869 p. (ISBN 9781592372911, lire en ligne), p. 506-509,
- (en-US) Rosemary M. Canfield Reisman (dir.), Cynthia S. Beccera (rédactrice) et Dolores A. D'Angelo (rédactrice), Critical Survey of Poetry : American Poets, vol. 3 : Michael McClure - Dave Smith, Pasadena, Californie, Salem Press, 2011, 1827 p. (ISBN 9781587655869, lire en ligne), p. 1698-1703,

#### Essais
- (en-US) Joyce Ann Joyce, Ijala: Sonia Sanchez and the African Poetic Tradition, Chicago, Illinois, Third World Press (réimpr. 1997) (1re éd. 1996), 192 p. (ISBN 9780883781906, OCLC 35792360, lire en ligne)
- (en-US) Joyce A. Joyce, Conversations with Sonia Sanchez, University Press of Mississippi, 3 février 2007, rééd. 27 janvier 2017, 213 p. (ISBN 9781578069521),

#### Articles anglophones
- Sebastian Clarke, « Black Magic Woman: Sonia Sanchez and Her Work », Présence Africaine, Nouvelle série, no 78,‎ 2e trimestre 1971, p. 253-261 (9 pages) (lire en ligne ),
- R. Roderick Palmer, « The Poetry of Three Revolutionists : Don L. Lee, Sonia Sanchez and Nikki Giovanni », CLA Journal, vol. 15, no 1,‎ septembre 1971, p. 25-36 (12 pages) (lire en ligne ),
- D. H. Melhem, « Sonia Sanchez: Will and Spirit », Melus, vol. 12, no 3,‎ automne 1985, p. 73-98 (26 pages) (lire en ligne ),
- James Robert Saunders, « Sonia Sanchez's Homegirls and Handgrenades: Recalling Toomer's Cane », MELUS, vol. 15, no 1,‎ printemps 1988, p. 73-82 (10 pages) (lire en ligne )
- Leslie W. Lewis, India Dennis-Mahmood et Sonia Sanchez, « Traveling Conversation: India Dennis-Mahmood Interviews Sonia Sanchez », Feminist Teacher, vol. 12, no 3,‎ 1999, p. 198-212 (15 pages) (lire en ligne ),
- Sonia Sanchez et Susan Kelly, « Discipline and Craft: An Interview with Sonia Sanchez », African American Review, vol. 34, no 4,‎ hiver 2000, p. 679-687 (8 pages) (lire en ligne ),
- Eisa Davis, Lucille Clifton et Sonia Sanchez, « Lucille Clifton and Sonia Sanchez: A Conversation », Callaloo, vol. 25, no 4,‎ automne 2002, p. 1038-1074 (37 pages) (lire en ligne ),
- Jacqueline Wood, « To Wash my Ego in the Needs ... of my People": Militant Womanist  Rhetoric in the Drama of Sonia Sanchez », CLA Journal, vol. 48, no 1,‎ septembre 2004, p. 1-33 (33 pages) (lire en ligne ),
- Jacqueline Wood et Sonia Sanchez, « "This Thing Called Playwrighting": An Interview with Sonia Sanchez on the Art of Her Drama », African American Review, vol. 39, nos 1/2,‎ printemps-été 2005, p. 119-132 (14 pages) (lire en ligne ),
- Brandi Stanton, « Aids, Race, and the Invasion of the Body in Sonia Sanchez's "Does your House Have Lions?" », Callaloo, vol. 36, no 1,‎ hiver 2013, p. 90-105 (16 pages) (lire en ligne ),
- Susan Kelly et Sonia Sanchez, « Discipline and Craft: An Interview with Sonia Sanchez », African American Review, vol. 50, no 4,‎ hiver 2017, p. 1033-1041 (9 pages) (lire en ligne )
- Sharday Cage, « Cussin' cuz Sonia Sanchez... », African American Review, vol. 53, no 4,‎ hiver 2020, p. 333 (1 page) (lire en ligne ),